# Sam Freed
Sam Freed (York (Pennsylvania), 29 augustus 1948) is een Amerikaans televisie- en theateracteur.

## Biografie
Freed groeide op in een gezin als jongste van zes kinderen. Hij vervolgde de high school aan de York Suburban Senior High School en leerde het acteren aan de York Little Theatre. Hij verdiende zijn Bachelor of Arts in theater aan de Pennsylvania State University. Meteen na zijn opleiding begon hij met acteren in lokale theaters en in 1971 verhuisde hij naar New York om zich te richten op grotere theaters en heeft tweemaal opgetreden op Broadway, in het toneelstuk Candide (1974-1976) en in Torch Song Trilogy (1982-1985).
Freed begon in 1977 met acteren op televisie in de televisieserie Happy Days. Hierna heeft hij nog meerdere rollen gespeeld in televisieseries en films zoals Kate & Allie (1984-1989), Ferris Bueller (1990-1991), Coneheads (1993), Thinner (1996), American Gangster (2007) en The Wire (2008). 
Freed is getrouwd met actrice Barrie Youngfellow.

## Filmografie

### Films
Uitgezonderd korte films.
- 2017 Landline - als Mitch
- 2014 Lullaby - als Wyatt Coleman
- 2007 American Gangster – als rechter
- 2005 Brooklyn Lobster – als James Miller
- 2004 Peoples – als mr. Anderson
- 2000 101 Ways (The things a girl will do to keep her Volvo) – als agent Wright
- 1997 My Divorce – als de ex
- 1996 Thinner – als dr. Mike Houston
- 1993 Coneheads – als ceremoniemeester
- 1993 Jack the Bear – als mr. Morris
- 1988 Call Me – als Alex
- 1986 Courage – als Dan Calletti
- 1982 Kangaroos in the Kitchen – als Richard Provost
- 1978 My Husband Is Missing – als Paul Eaton
- 1978 Lady of the House – als John David

### Televisieseries
Uitgezonderd eenmalige gastrollen.
- 2018 - 2020 Our Cartoon President - als diverse stemmen - 6 afl.
- 2015 House of Cards - als Paul Landry - 2 afl.
- 2008 The Wire – als editor James C. Whiting III – 9 afl.
- 1990 – 1991 Ferris Bueller – als Bill Bueller – 13 afl.
- 1986 – 1989 Kate & Allie – als Bob Barsky – 16 afl.

- Gemeinsame Normdatei: 141806133
- International Standard Name Identifier: 0000 0003 8242 5901
- Library of Congress Control Number: no2005056167
- Virtual International Authority File: 264494651
- WorldCat: E39PBJjxqGpjVwG8QJVBhWb68C